# Roger Holmström
Roger Magnus Holmström, född 13 november 1948 i Borgå, död 2016, var en finländsk litteraturvetare. 
Holmström blev lektor vid Åbo Akademi 1978 och filosofie doktor 1988 på avhandlingen Karakteristik och värdering, i vilken han granskade hur finlandssvensk litteraturkritik bedrevs på 1910- och 1920-talen. Senare koncentrerades hans forskning kring Hagar Olsson, som ägnades en stort upplagd biografi i två delar, Hagar Olsson och den öppna horisonten (1993) och Hagar Olsson och den växande melankolin (1995). Verket bygger på gedigen grundforskning, där diktaren avtecknar sig i relief mot samtidens politiska och kulturella liv. Hur tematiken i ett helt författarskap kan analyseras utgående från ett enda verk visas övertygande i den infallsrika studien Vindfartsvägar – Strövtåg i Bo Carpelans Urwind (1998). Holmström redigerade även verket Det förgrenade ljuset – En bok om Bo Carpelan och hans diktning (2006). Han var 1978–1990 ordförande för Runebergssällskapet i Åbo, tillhörde länge redaktionen för Finsk Tidskrift och var i flera repriser som tillförordnad professor i litteraturvetenskap. 